# Bundesautobahn 5
Bundesautobahn 5 eller A 5 er en motorvej i Tyskland. Den hører til blandt de første, da Adolf Hitler tog spadestikket til den første strækning mellem Frankfurt am Main og Darmstadt i 1933. Allerede to år senere åbnede dette stykke. Den var en del af HaFraBa-forbindelsen.
- Wikimedia Commons har flere filer relateret til Bundesautobahn 5

48°48′43″N 8°11′16″Ø / 48.812056°N 8.187678°Ø